# Nagoya Challenger 1988
Il Nagoya Challenger 1988 è stato un torneo di tennis facente parte della categoria ATP Challenger Series nell'ambito dell'ATP Challenger Series 1988. Il torneo si è giocato a Nagoya in Giappone dal 25 aprile al 1º maggio 1988 su campi in cemento.

## Vincitori

### Singolare
Andrew Castle ha battuto in finale  Tim Pawsat con il punteggio di 6–1, 7–5

### Doppio
Glenn Layendecker /  John Letts hanno battuto in finale  Steve Guy /  Shūzō Matsuoka con il punteggio di 7–6, 6–3